# Angerfist
Danny Masseling (Almere, Países Bajos; 20 de junio de 1981), más conocido por su nombre artístico Angerfist, es un DJ y productor musical neerlandés, orientado al género techno hardcore. Ocupa el puesto número #63 en la lista de los 100 mejores DJ's del mundo de la revista DJ Mag.
Es conocido por ir siempre con una máscara blanca similar a las de hockey sobre hielo y con sudaderas negras o blancas en sus actuaciones, suele participar con el disc jockey MC Prozac.

## Biografía
Masseling comenzó a producir su propia música a la edad de dieciséis, interesado en el género 4-beat y hardcore. Comenzó su carrera en 2001 después de enviar una demo para el DJ Buzz Fuzz, director de BZRK Récords. Masseling firmó con la discográfica, y lanzó sus primeros EP bajo los nombres de "Menace II Society" y "Angerfist".
A principios de 2006, Masseling conoció al disc jockey polaco Crypsis, y empezaron a producir juntos. La relación se rompió más tarde, y Crypsis abandonó el grupo, dejando solo a Masseling.
Tras la salida de Crypsis, Masseling produjo tres álbumes: Pissin Razorbladez, Mutilate y Retaliate. Angerfist ha participado en eventos y festivales conocidos tales como Sensation, Mystery Land o Defqon. 1, entre otros. Se ganó el lugar número 39 en el Top 100 DJ de DJ Mag de 2011, cayendo hasta el puesto 42 en el año siguiente y el aumentando a la posición 34 en la lista elaborada en 2013 en 2018 alcanzó el puesto 29.
El cuarto álbum de Angerfist, The Deadfaced Dimension, fue lanzado en noviembre de 2014.

## Ranking DJmag
| DJ        | 2011 | 2012 | 2013 | 2014 | 2015 | 2016 | 2017 | 2018 | 2019 | 2020 | 2021 | 2022 |
| --------- | ---- | ---- | ---- | ---- | ---- | ---- | ---- | ---- | ---- | ---- | ---- | ---- |
| Angerfist | 39°  | 42°  | 34°  | 37°  | 38°  | 46°  | 40°  | 29°  | 33°  | 36°  | 46°  | 63°  |

## Discografía

### Álbumes
| Año  | Álbum                         |
| ---- | ----------------------------- |
| 2006 | Pissin' Razorbladez           |
| 2008 | Mutilate                      |
| 2009 | Giftbox (Mixed por Angerfist) |
| 2011 | Retaliate                     |
| 2014 | Deadfaced Dimension           |
| 2015 | Raise & Revolt                |
| 2017 | "Creed of Chaos"              |
| 2019 | "Diabolic Dice"               |

### EP
| Año  | EP                          |
| ---- | --------------------------- |
| 2013 | Lethal Generation EP        |
| 2014 | Mutant Moshpit Ravetunes EP |

### Sencillos promocionales
| Año  | Título                   |
| ---- | ------------------------ |
| 2003 | There You Go             |
| 2003 | The Steel Finger         |
| 2003 | Sting Like A Scorpion    |
| 2004 | Reality                  |
| 2004 | Rollin The Drumz         |
| 2004 | The 36th Chamber         |
| 2004 | Kiss                     |
| 2004 | Representin Gangsta Shit |
| 2004 | Back Into Time           |
| 2004 | Bad Boy                  |
| 2004 | Bad Religion             |
| 2004 | Blow Your Brain Out      |
| 2004 | Criminal                 |
| 2013 | Temple of Disease        |